# مردان واقعی (مجموعه تلویزیونی)
مردان واقعی (انگلیسی: The Right Stuff) یک مجموعهٔ تلویزیونی استریمینگ آمریکایی در ژانر درام تاریخی بر اساس کتابی به همین نام از تام وولف در سال ۱۹۷۹ و اقتباس سینمایی آن در سال ۱۹۸۳ است، که برای نخستین‌بار در ۹ اکتبر ۲۰۲۰ در دیزنی پلاس پخش شد و در ۲۰ نوامبر ۲۰۲۰ به پایان رسید. این مجموعه منشأ و رشد برنامه فضایی ایالات متحده را بررسی می‌کند.

## بازیگران اصلی
- جک مک‌دورمن در نقش آلن شپارد
- پاتریک جی. آدامز در نقش جان گلن
- کالین اودانهیو در نقش گوردون کوپر
- جیمز لاففرتی در نقش اسکات کارپنتر
- آرون استیتن در نقش والی شیرا
- مایکل تروتر در نقش گاس گریسوم
- مایک استاک در نقش دیک اسلایتون
- اریک لادین در نقش کریس کرافت
- پاتریک فیشلر در نقش باب گیلروت
- نورا زهتنر در نقش آنی گلن
- الوییز مامفورد در نقش ترودی کوپر
- جکسون پیس در نقش گلین لونی
- شنون لوچیو در نقش لوئیز شپارد